# Libellago celebensis
Libellago celebensis – gatunek ważki z rodziny Chlorocyphidae.